# Metalna glina
Metalna glina je materijal za izradu nakita i manjih ukrasnih predmeta,koji se sastoji od vrlo malih čestica metala poput primjerice srebra, bronce ili bakra te čelika pomiješanih s organskim vezivom i vodom. Može se obrađivati kao svaka glina za modeliranje. Nakon sušenja se predmet zagrije pomoću plinskog plamenika ili električne odnosno plinske peći. Pri tome vezivo izgori i ostaje čisti sinterirani metal. Predmeti se po obradi stisnu za 8 – 30 %, ovisno o proizvodu koji smo koristili. Danas postoje i 3D pisači koji mogu raditi sa metalnom glinom.

## Povijest
Materijal je u Japanu godine 1990. razvio metalurg Masaki Morikawa kako bi i nestručnjacima omogućio laku i brzu izradu razmjerno složenih ukrasnih predmeta. Prodaja je počela oko 1996. u SAD-u.

## Plemeniti metali
Precious Metal Clay (PMC) japanskog proizvođača Mitsubishi Materials Corporation (PMC "standard" peče se 2 sata na 900 °C, PMC + i PMC flex 10 minuta pečenja na 900 °C, PMC 3 se peče 10 minuta na 700 °C) i Art Clay Silver (ACS) japanskog proizvođača Aida Chemicals( peče se na 650 C,može se koristiti i plinski plamenik).
Obje ove tvrtke rade i metalnu glinu na bazi zlata.

## Metalna glina od neplemenitih metala
Proizvod na bazi bronce na tržište je 2008. godine uvela američka tvrtka Metal Adventures Inc. Ista je tvrtka 2009. godine ponudila i glinu na bazi bakra. Ovi se proizvodi moraju peči u reduktivnoj atmosferi, u posebnoj posudi s aktivnim ugljikom. Tvrtka Hadar Jacobson je 2009. izdala i proizvod na bazi nehrđajućeg čelika. Broj proizvođača se stalno povećava te se na tržište kontinuirano lansiraju novi proizvodi.

## Prah
Osim u vidu gotove metalne gline postoje i proizvodi u prahu, isti pomiješamo s vodom te tako dobivamo glinu željene konzistencije. Prednost ovakvog vida metalne gline je praktički neograničen rok uporabivosti. Prva metalna glina u vidu praha bila je stavljena u prodaju 2006. godine (Silver Smiths' Metal Clay Powder).

## Vlastita metalna glina
Po informacijama dostupnim na internetu, metalnu glinu može se napraviti miješajući najfiniji metalni prah i metil celulozu (3 dijela metalnog praha i 1 dio metil celuloze).

## Bojenje predmeta od metalne  gline
U Japanu je za bojenje predmeta razvijen i poseban elktroforetski lak na  nanokeramičkoj osnovi.

## Vanjske poveznice
- Alliance for Metal Clay Arts Worldwide
- PMC Guild  Arhivirana inačica izvorne stranice od 5. siječnja 2018. (Wayback Machine)
- Metal Clay Artist Magazine
- Metal Clay Academy
- Upute za pripremu vlastite metalne gline